# 舒坪牌坊群
舒坪牌坊群位於四川省自貢市自流井區，文物遺址年代判定為清。2012年7月16日公佈為第八批四川省文物保護單位。

## 簡介[2]
舒坪牌坊群共兩座，分別位於四川省自貢市自流井區舒坪鎮磨刀嶺村和金魚村。
- 李氏·吳氏節孝坊建於清同治八年（1869），是兩代節孝牌坊，坐南向北，牌坊為石結構，三樓四柱三門式，通高7.85公尺，通寬6.6公尺；字匾處分別刻“一門勁節”，“兩世冰霜”；牌坊通體雕刻精美，花鳥人物、龍獅松鶴，均鏤刻的栩栩如生，上方的聖旨匾額更是鏤空雕刻了九龍祥雲；牌坊主體雕刻保存完整，具有較高的歷史和科學藝術價值。
- 劉氏節孝坊建於清光緒三十年（1904），坐東南向西北。牌坊為石結構，三樓四柱三門式，通高7.2公尺，通寬6.4公尺；明間上、下額坊問字匾處刻《節母事略記》，落款為“大清光緒三十年”；牌坊雕刻精美，具有較高的歷史和科學藝術價值。

2009年，舒坪牌坊群被自貢市人民政府公佈為市級文物保護單位。